# Tiro ai Giochi della XXXI Olimpiade - Carabina 50 metri a terra maschile
La gara di carabina 50 m a terra maschile dei Giochi della XXXI Olimpiade si è svolta il 12 agosto  2016. Hanno partecipato 47 atleti provenienti da 31 diverse nazioni.